# گمینا بورونوو
گمینا بورونوو (به لهستانی:  Gmina Boronów) یک گمینا در لهستان است که در شهرستان لوبلینگتس واقع شده‌است. گمینا بورونوو ۵۶ کیلومتر مربع مساحت و ۳٬۳۰۳ نفر جمعیت دارد.